# Католицизм в Сенегале
Католицизм в Сенегале. Католическая церковь в Сенегале является частью Всемирной Католической церкви. Численность католиков в стране составляет около 673 тысяч человек (6,5 % от общей численности населения) по данным сайта Catholic Hierarchy и около 514 тысяч — по данным Католической энциклопедии.

## История
В середине XV века на территории современного Сенегала появились португальские мореплаватели. К тому же времени относятся первые попытки христианизации местного населения. С XVII века на побережье Сенегала ведут деятельность французы, но колонизация внутренних территорий Сенегала была начата ими только во второй половине XIX века. Миссионерскую деятельность в Гвинее развернули представители нескольких орденов — иезуиты, капуцины, Конгрегация Святого Духа. Однако миссия принесла слабые результаты, главным образом из-за сильной конкуренции со стороны ислама. Решающий этап исламизации, в результате которого большинство сенегальцев стали мусульманами-суннитами, относится к XVII—XVIII векам.
В 1863 году основан апостольский викариат Сенегамбии. В 1936 году викариат был переименован в апостольский викариат Дакара, а в 1955 году преобразован в архиепархию-митрополию Дакара. Митрополии Дакара подчинялась епархия Зигиншора. Впоследствии были образованы и подчинены митрополии Дакара ещё 5 епархий: епархия Каолака (1965), епархия Сен-Луи (1966), епархия Тиеса (1969), епархия Тамбакунды (1989) и епархия Колды (1999).
В 1895 году Сенегал стал колонией Франции и входил в состав Французской Западной Африки. В 1960 году провозглашена независимость. В 1966 году установлены дипломатические отношения Сенегала и Святого Престола, в Дакаре открыта нунциатура.
В 1992 году страну посещал папа римский Иоанн Павел II.

## Современное состояние
Большинство населения страны, более 90 процентов, последователи ислама. Христиане составляют около 5-6 % населения, большинство из них — католики. Структуры Католической церкви в стране состоят из архиепархии-митрополии  Дакара и подчинённых ей 6 епархий.
В Сенегале служат 411 священников в 121 приходе. Все епископы страны входят в состав объединённой Конференции епископов Сенегала, Мавритании, Кабо-Верде и Гвинеи-Бисау.